# 塔利班叛乱
塔利班叛乱是指2001年阿富汗戰爭爆發、塔利班失去阿富汗全國控制權後，該組織的武裝部队与阿富汗伊斯兰共和国（阿富汗国家安全部队）、美國以及其他北约國家的軍隊爆發的一系列衝突。衝突還蔓延至阿富汗的邻国巴基斯坦。衝突一直持續至2021年。2021年塔利班發動攻勢，成功摧毀阿富汗伊斯兰共和国，並再度奪取阿富汗全國控制權。 